# Yamaha Motif XS
De Yamaha Motif XS is een music workstation synthesizer van Yamaha in de MOTIF-serie. De XS-serie kwam uit in 2007 en introduceerde de modellen XS6, XS7 en XS8 (met respectievelijk 61, 76 en 88 toetsen). In 2008 volgde de MOTIF-RACK XS als soundmodule (een model zonder klavier).
De belangrijkste eigenschap is dat men het kan bespelen als een keyboard. Het heeft ook een ingebouwde vocoder.

## Technische eigenschappen
- Toongenerator: AWM2
- Klanken: 1.024 presets en 65 drumkits
- Gebruikersgeheugen: 384 user en 32 drumkits
- 384 performances
- Waveformgeheugen: 355 MB voor 2.670 waveforms
- Polyfonie: 128 noten
- Klavier: Aftertouch
- Beeldscherm: verlicht lcd-scherm, 14,5 cm, 320 x 240 pixels
- Controle: acht toewijsbare schuifknoppen, ribbon controller
- Aansluitingen: mLAN, audio, MIDI, USB, ethernet
- Overige: Sampler, Vocoder
- Besturingssysteem: gebaseerd op Linux
- Energieverbruik: 30 watt